# Khatouti Sed Eldjir
Khatouti Sed Eldjir là một đô thị thuộc tỉnh Msila, Algérie. Dân số thời điểm năm 2002 là 6.689 người.